# Ewa Majewska
Ewa Alicja Majewska (ur. 1978) – polska filozofka, feministka. W latach 90. i na początku lat 2000. zaangażowana w działania ruchów anarchistycznych, antygranicznych, ekologicznych i kobiecych.

## Działalność naukowa
Studiowała w Instytucie Filozofii Uniwersytetu Warszawskiego. Doktorat poświęcony filozoficznym koncepcjom rodziny obroniła na Uniwersytecie Warszawskim w 2007. Wykładała na gender studies w Instytucie Stosowanych Nauk Społecznych UW (2003–2014), przez rok (2007/2008) wykładała filozofię polityczną i społeczną na Uniwersytecie Szczecińskim. W semestrze zimowym 2009/10 członkini grupy badawczej im. Beatrice Bain na Uniwersytecie Kalifornijskim w Berkeley, w 2010 uczestniczyła w projekcie GeXcel na Uniwersytecie w Örebro (Szwecja), gdzie zajmowała się budowaniem feministycznej krytyki neoliberalizmu inspirowanej przez klasyczne i współczesne wyobrażenia miłości. Mieszka w Warszawie, wykłada na Gender Studies UW. W latach 2011–2013 pracowała jako adiunkt w Instytucie Kultury Uniwersytetu Jagiellońskiego w Krakowie. Była stypendystką Instytutu Badań o Człowieku (IWM) w Wiedniu (Bronisław Geremek Senior Fellowship, 2013–2014), w latach 2014–2016 stypendystka Institute of Cultural Inquiry, aktualnie – afiliowana z tym instytutem oraz adiunkt na Wydziale Artes Liberales UW.
Jej twórczość filozoficzna sytuuje się w perspektywie szeroko pojmowanej teorii krytycznej, rozpiętej między klasycznymi pracami szkoły frankfurckiej a twórczością Gilles’a Deleuze’a i feminizmem socjalistycznym. Prowadzone przez nią dociekania dotyczą zazwyczaj zagadnień wolności i władzy. Za przedmiot analizy obiera tematy takie jak płeć, rodzina, granice i migracje, media – obszary, w których ludzie szczególnie wystawieni są na działanie władzy, a zarazem pojawiają się możliwości oporu i buntu. Analizy te można rozumieć jako wysiłek tworzenia narzędzi, kierujących społeczną wyobraźnię w stronę emancypacji.

## Działalność społeczna, artystyczna i polityczna
Była wolontariuszką polskich Indymediów i działała w sekcji kobiecej Komitetu Pomocy i Obrony Represjonowanych Pracowników. Jest również autorką raportu o przemocy wobec kobiet w rodzinie i relacjach intymnych dla polskiego oddziału Amnesty International (2005). Aktualnie działa w stowarzyszeniu „W stronę dziewcząt” oraz inicjatywie na rzecz wolności w kulturze Indeks 73. Do 2014 członkini Porozumienia Kobiet 8 Marca.
W 2004 wraz z Aleksandrą Polisiewicz utworzyła duet Syreny TV. Powstały w jego ramach filmy dokumentalne z serii warszawskich demonstracji oraz projekt Cała naprzód ku skrajnej prawicy (2005). Film ten to zapis rozmów obracających się wokół analogii między Polską roku 2005 a Republiką Weimarską. Był pokazywany w Weimarze na festiwalu Uwaga, Polen Kommen! (2005) oraz na wystawach w Warszawie i Gdańsku.
W 2015 wstąpiła do Partii Razem. W wyborach parlamentarnych w 2015 kandydowała do Sejmu w okręgu warszawskim z 26. miejsca na liście Razem. W ramach partii uczestniczyła w pracach komisji statutowej, a także współtworzyła program „Razem dla kultury”. W maju 2016 wybrana do krajowej komisji rewizyjnej partii, a w czerwcu 2017 do rady krajowej.

## Publikacje
Ewa Majewska publikowała m.in. w: „Signs. Journal of Women in Culture”, „e-flux”, „Transverse”, „Praktyce Teoretycznej”, „Bez dogmatu”, „Czasie Kultury”, „Etyce”, „Krytyce Politycznej”, „Lewą Nogą”, „Obiegu”, „Zadrze”, „Przeglądzie Filozoficznym”.

### Książki
- Martin Kaltwasser, Ewa Majewska, Kuba Szreder (red.): Futuryzm miast przemysłowych. Kraków: korporacja ha!art, 2007. ISBN 978-83-89911-70-4. Brak numerów stron w książce
- Ewa Majewska, Jan Sowa (red.): Zniewolony umysł 2. Kraków: korporacja ha!art, 2007, seria: Linia Radykalna. ISBN 83-89911-61-2. Brak numerów stron w książce
- E. Majewska, E. Rutkowska, Równa szkoła, Dom Współpracy Polsko-Niemieckiej, Gliwice, 2007.
- Ewa Majewska: Feminizm jako filozofia społeczna. Szkice z teorii rodziny. Warszawa: Difin, 2009. ISBN 978-83-7641-091-3. Brak numerów stron w książce
- A. Wolosik, E. Majewska, Napastowanie seksualne Głupia zabawa czy poważna sprawa, Wydawnictwo Difin, Warszawa, 2011.
- Ewa Majewska: Sztuka jako pozór? Cenzura i inne paradoksy upolitycznienia kultury. Kraków: Korporacja Ha!art, 2013, seria: Linia Radykalna. ISBN 978-83-64057-30-4.
- Ewa Majewska: Tramwaj zwany uznaniem. Feminizm i solidarność po neoliberalizmie. Warszawa: Książka i Prasa, 2017. ISBN 978-83-65304-476.
- Ewa Majewska: Kontrpubliczności ludowe i feministyczne. Wczesna “Solidarność” i Czarne Protesty. Warszawa: Książka i Prasa, 2018. ISBN 978-83-65304-735.
- Ewa Majewska: Feminist Antifascism. Counterpublics of the Common. New York and London: Verso, 2021. ISBN 10: 183-97-61164.
- Ewa Majewska: Mariola Przyjemska. Spacerowiczka gentryfikowanej Warszawy. Warszawa: Książka i Prasa, 2022. ISBN 978-83-66615-434.